# Linkfluence
Linkfluence est une startup française spécialisée dans l'écoute et l'analyse du web social créée en 2006. Elle est rachetée en 2021 par l'entreprise américaine Meltwater.

## Histoire
Linkfluence a été créé en 2006 par quatre ingénieurs de l'Université de technologie Compiègne : Alain Le Berre, Guilhem Fouetillou,, Camille Maussang et Antonin Rohmer. La société est issue du projet de recherche RTGI (Réseaux, Territoires et Géographie de l'Information) créé par le linguiste Franck Ghitalla  qui s'est fait connaître pour avoir cartographié l'opposition en ligne au traité constitutionnel européen lors du référendum de 2005 montrant pour la première fois en Europe l'influence croissante des médias sociaux sur l'opinion publique, et une utilisation du web différente par les partisans du non, avec des sites plus nombreux et aux liaisons plus denses. Linkfluence a travaillé pour la campagne de Ségolène Royal en 2007 en France, puis pour la réélection à la mairie de New York de Michael Bloomberg en 2008. Dans ces premières années d'existence, de 2006 à 2011, la société Linkfluence utilise des modèles d'échantillonnage communautaire des opinions s'exprimant sur internet. L'une des références de ce type de méthodes est Jon Kleinberg. Plus que la représentativité socio-démographique des internautes, utilisée dans les sondages traditionnels mais impossible à connaître sur le web, c'est la mobilisation des internautes sur un thème donné et la visibilité des sites approchée par l'analyse des liens hypertexte qui sont pris en compte. Cette approche permet l'établissement de cartographies de sites révélant ainsi les dynamiques communautaires à l'oeuvre sur le web.
En 2012, Linkfluence opère un virage stratégique avec l'arrivée de Hervé Simonin comme directeur général et Arnould Moyne comme directeur produit et vient compléter les méthodes utilisées depuis sa création en optant pour des outils de veille continue et massive de l'opinion sur internet (technique plutôt utilisée précédemment dans le monde anglophone, et aussi appelée Social Media Intelligence). L'entreprise a développé une suite logicielle, Radarly, qui analyse en temps réel une partie significative des millions de sources (mais pas la totalité), dont les médias en ligne, les blogs, les forums et les réseaux sociaux (Instagram, Twitter, Facebook, Sina Weibo, Wechat, VKontakte, Youtube ...). Le logiciel Radarly en extrait des indicateurs et métriques de sentiment, d'extraction d'entités nommées et de thématiques. Les données sont rendues accessibles au travers de tableaux de bords ou par une API. La société propose en complément des études et rapports produits par une équipe d'analystes. Le logiciel est complété par la suite avec des fonctionnalités d'analyse d'image et de détection de logos, intéressant notamment les entreprises dans les domaines de la consommation et du luxe. La suite logicielle exploite aussi les informations de géolocalisation, d'âge et de genre.
Linkfluence est mis à contribution, à nouveau, par les milieux politiques français, et travaille ainsi pour François Hollande lors de la présidentielle de 2012 et pour Emmanuel Macron lors des présidentielles de 2017 et de 2022. L'entreprise est soutenue par le fonds d'investissement Orkos depuis 2010 suivi par la suite par Banexi Ventures, Sigma Gestion, BNP Dev rejoints en 2018 par Ring Capital et Tikehau Capital. Entre 2010 et 2018, Linkfluence a levé 35M d'€ pour financer son internationalisation et sa R&D. Linkfluence a acquis son concurrent français Trendybuzz en 2014, la société de pige Allemande Die Medialysten en 2015, la société chinoise d'identification d'influenceurs Act Social toujours en 2015 ainsi que la société de curation de contenu Scoop.it en 2018.
En mars 2021, Linkfluence est rachetée par la société américaine Meltwater pour 50 millions d'euros.